# لادیسلاو مایر
لادیسلاو مایر (چکی: Ladislav Maier؛ زادهٔ ۴ ژانویهٔ ۱۹۶۶) بازیکن فوتبال اهل جمهوری چک بود.
از باشگاه‌هایی که در آن بازی کرده‌است می‌توان به باشگاه فوتبال زبرویوفکا برنو، باشگاه فوتبال راپید وین، و باشگاه فوتبال اسلوان لیبرتس اشاره کرد.
وی همچنین در تیم ملی فوتبال جمهوری چک بازی کرده‌است.